# کریستینا مکسوتی
کریستینا مکسوتی (انگلیسی: Kristina Maksuti؛ زادهٔ ۶ فوریهٔ ۱۹۹۳) بازیکن فوتبال اهل آلبانی است.
وی همچنین در تیم ملی فوتبال Albania بازی کرده‌است.